# Center for Inquiry
El Center for Inquiry (CFI, Centro de Consulta) es una organización "dedicada a promover la ciencia, la razón, la libertad de investigación y los valores humanistas". Es una institución no partidaria y sin fines de lucro con sede central en los Estados Unidos y representantes internacionales. Entre sus organizaciones afiliadas está el Comité para la Investigación Escéptica (Committee for Skeptical Inquiry, CSI) y el Concejo para el Humanismo Secular (Council for Secular Humanism, CSH). El CFI también promueve un enfoque científico hacía la medicina y la salud. La organización fue descrita como un think-tank y como una organización no gubernamental.